# Tatsuya Shiji
Tatsuya Shiji (jap. 志治 達雄 Shiji Tatsuya; ur. 20 października 1938) – japoński piłkarz, reprezentant kraju.

## Kariera reprezentacyjna
W reprezentacji Japonii zadebiutował 1961.

## Statystyki
| Reprezentacja Japonii | Reprezentacja Japonii | Reprezentacja Japonii |
| Rok                   | Mecze                 | Gole                  |
| --------------------- | --------------------- | --------------------- |
| 1961                  | 1                     | 1                     |
| Razem                 | 1                     | 1                     |